# Alexandre Strambini
Alexandre Strambini (* 16. Mai 1975) ist ein ehemaliger Schweizer Tennisspieler.

## Karriere
Strambini nahm zwischen 1994 und 1999 an Profitennisturnieren teil. Im Februar 1996 war er bei der Erstrundenbegegnung gegen Deutschland Mitglied der Schweizer Davis-Cup-Mannschaft. An der Seite von Jakob Hlasek verlor er zunächst das Doppel. Tags darauf bestritt er als Ersatz für Marc Rosset das bedeutungslose dritte Einzel und unterlag dem Deutschen David Prinosil klar in zwei Sätzen.
Seinen grössten Erfolg feierte er im Juli 1996 mit dem Vordringen in das Achtelfinale beim Turnier der ATP Tour in Gstaad. Seine höchste Platzierungen in der Weltrangliste erreichte Strambini im Juni 1997 mit Platz 215 im Einzel sowie im selben Monat mit Rang 275 im Doppel.